# Nicolas Vaude
Pour les articles homonymes, voir Vaude (homonymie).
Nicolas Vaude est un acteur français né le 24 juillet 1962 à Paris,. Récompensé en 1998 par le Molière de la révélation théâtrale puis par deux autres nominations, il joue de nombreux rôles au cinéma et à la télévision.

## Biographie
Nicolas Vaude est l'arrière-petit-fils du violoniste bordelais Jacques Thibaud. Résidant au Chesnay, il commence à pratiquer le théâtre à l'âge de douze ans en participant, avec Denis Podalydès et Muriel Mayette, au Concours Interscolaire de Versailles, dont il affirme qu'il est à l'origine de sa vocation,,. Après ses études au lycée Marie-Curie de Versailles, il suit deux ans durant les cours de Jean Darnel au théâtre de l'Atelier, aux côtés de Valeria Bruni-Tedeschi, Annie Grégorio, Élie Semoun et surtout Nicolas Briançon, « un ami, un frère » avec qui il n'aura de cesse de travailler par la suite. En 1983, il intègre l'école de la rue Blanche pour quatre ans. Il y suit notamment l'enseignement de Brigitte Jaques-Wajeman et Stuart Seide.
Son jeu ayant convaincu Jean-Pierre Marielle, c'est à ses côtés qu'il monte pour la première fois sur scène, en 1986, dans Clérambard de Marcel Aymé mis en scène par Jacques Rosny à la Comédie des Champs-Élysées. Interprétant le rôle d'Octave, il est nommé au Molière de la révélation théâtrale masculine. L'année suivante, il joue dans son premier film, Travelling avant de Jean-Charles Tacchella. Au cinéma, il travaille avec des réalisateurs tels que Patrice Chéreau, Christophe Gans et Jean-Paul Rappeneau. Il tient également divers rôles à la télévision, notamment dans des séries comme Le Juge est une femme, Navarro ou Sœur Thérèse.com.
Sur les planches, il interprète nombre de classiques, allant de Racine (Britannicus) à Molière (Le Misanthrope, Dom Juan) en passant par Tchekhov (La Cerisaie). Il ne délaisse pas pour autant les auteurs contemporains. Il a ainsi créé trois pièces de Florian Zeller. À partir de 1995, il travaille plusieurs fois avec la metteuse en scène Annick Blancheteau, jouant dans Un inspecteur vous demande aux côtés d'Yves Robert, puis dans Château en Suède de Françoise Sagan ; son interprétation de Sébastien lui vaut le Molière de la révélation théâtrale 1998.
En 2001, il incarne le personnage-titre dans l'adaptation par Jean-Pierre Rumeau du Neveu de Rameau de Denis Diderot. Le spectacle est un triomphe, et reste deux ans à l'affiche du théâtre du Ranelagh. Considérant qu'il s'agit d'un des plus beaux rôles qui soient au théâtre, il le reprend en 2009 et en 2013.
Il rejoint Les Grosses Têtes en avril 2016, comme sociétaire.
Il est choisi pour interpréter Maximilien de Robespierre dans Les Visiteurs 3 de Jean-Marie Poiré, sorti en salle en 2016. Il déclare s'intéresser au rôle pour son aspect « à la fois sérieux, terrifiant même, mais comique ».

## Vie privée
Il est en couple avec l'actrice Christelle Reboul.

## Théâtre
- 1986-1987 : Clérambard de Marcel Aymé, mise en scène Jacques Rosny, Comédie des Champs-Élysées
- 1986 : Les Diablogues de Roland Dubillard, mise en scène Nicolas Briançon, théâtre de poche à Monclar
- 1987 : Dom Juan de Molière, mise en scène Jean-Luc Moreau, Festival d’Anjou, Festival de Ramatuelle, Théâtre des Bouffes du Nord, Théâtre des Célestins

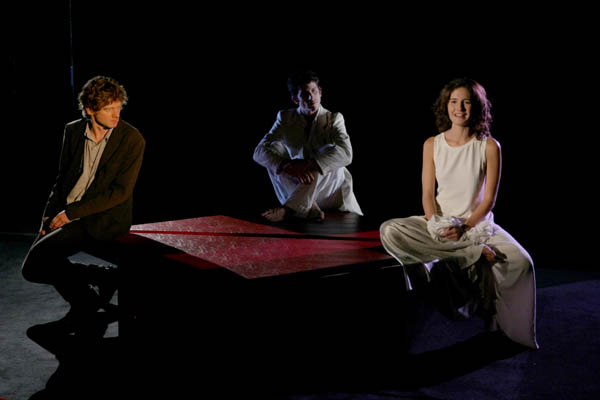
Nicolas Vaude, Clément Sibony et Chloé Lambert dans L'Autre de Florian Zeller, mise en scène Annick Blancheteau (septembre 2004).

- 1988 : Britannicus de Racine, mise en scène Marcelle Tassencourt, Grand Trianon Festival de Versailles
- 1990 : La Cerisaie d'Anton Tchekhov, mise en scène Jacques Rosny, théâtre de la Madeleine
- 1991 : Enfin seuls ! de Lawrence Roman, mise en scène Michel Fagadau, théâtre Saint-Georges
- 1993 : La Mouette d'Anton Tchekhov, mise en scène Michel Fagadau, théâtre de Boulogne-Billancourt
- 1993 : La Peau des autres de Jordan Plevnes, mise en scène Jacques Seiler, théâtre Silvia Monfort
- 1994 : Falstafe de Valère Novarina, mise en scène Marcel Maréchal, théâtre La Criée
- 1995 : Un inspecteur vous demande de John Boynton Priestley, mise en scène Annick Blancheteau, théâtre Daunou
- 1996 : Le Misanthrope de Molière, mise en scène Michel Boy, théâtre de La Colonne Miramas
- 1996 : Le Peintre et ses modèles d'Henry James, mise en scène Simone Benmussa, Studio des Champs-Élysées
- 1998 : L'Invitation au château de Jean Anouilh, mise en scène Jean-Claude Brialy
- 1998 : Château en Suède de Françoise Sagan, mise en scène Annick Blancheteau, théâtre Saint-Georges
- 1998-1999 : Le Bel Air de Londres, de Dion Boucicault, mise en scène Adrian Brine, théâtre de la Porte-Saint-Martin
- 2001-2003-2005 : Le Neveu de Rameau de Denis Diderot, mise en scène Jean-Pierre Rumeau, théâtre Le Ranelagh
- 2002 : Le Menteur de Corneille, mise en scène Nicolas Briançon, Théâtre Hébertot
- 2004 : L'Autre de Florian Zeller, mise en scène Annick Blancheteau, Théâtre des Mathurins
- 2005 : Le Manège de Florian Zeller, mise en scène Nicolas Briançon, Petit Montparnasse
- 2006 : Pygmalion de George Bernard Shaw, mise en scène Nicolas Briançon, théâtre Comedia Le professeur Higgins
- 2007 : Fantasio d'Alfred de Musset, mise en scène Stéphanie Tesson, théâtre du Ranelagh
- 2008 : Elle t'attend de Florian Zeller, mise en scène de l'auteur, théâtre de la Madeleine
- 2009 : L'Anniversaire d'Harold Pinter, mise en scène Michel Fagadau, Comédie des Champs-Élysées
- 2009-2010 : Le Neveu de Rameau de Denis Diderot, mise en scène Jean-Pierre Rumeau, théâtre Le Ranelagh
- 2011-2012 : L'Intrus d'Antoine Rault, mise en scène Christophe Lidon, Comédie des Champs-Élysées
- 2012 : Inconnu à cette adresse de Kressmann Taylor, lecture dirigée par Delphine de Malherbe, avec Thierry Frémont, théâtre Antoine
- 2013 : L'île de Venus de Gilles Costaz, mise en scène Thierry Harcourt, Festival Off d'Avignon, théâtre du Chêne noir
- 2013-2015 : Le Neveu de Rameau de Denis Diderot, mise en scène Jean-Pierre Rumeau, théâtre du Ranelagh
- 2016 : L’impresario de Smyrne de Carlo Goldoni, mise en scène Christophe Lidon, théâtre Montansier puis tournée
- 2016 : Un homme à distance de Katherine Pancol, mise en scène Didier Long, Festival d'Avignon off
- 2016 : Pour un oui ou pour un non de Nathalie Sarraute, mise en scène Léonie Simaga, théâtre de Poche Montparnasse
- 2017 : Amphitryon de Molière, mise en scène Stéphanie Tesson, Festival d'Anjou puis théâtre de Poche Montparnasse
- 2018 : La Collection de Harold Pinter, mise en scène Thierry Harcourt, théâtre de Paris
- 2019 : Localement agité de Arnaud Bedouet, mise en scène Hervé Icovic, théâtre de Paris (salle Réjane)
- 2020 : Le Misanthrope de Molière, mise en scène Chloé Lambert et Nicolas Vaude, théâtre Le Ranelagh
- 2020 : Une heure de tranquillité de Florian Zeller, mise en scène Ladislas Chollat, théâtre Antoine (Captation pour France 2)
- 2021 : Le Système Ribadier de Georges Feydeau, mise en scène Ladislas Chollat, théâtre de la Michodière
- 2025 : Une heure à t'attendre de Sylvain Meyniac, mise en scène Delphine de Malherbe, Théâtre du Chêne noir, festival off d'Avignon

## Filmographie

### Cinéma
- 1987 : Travelling avant de Jean-Charles Tacchella
- 1993 : Les Amies de ma femme de Didier Van Cauwelaert : Charlie
- 1994 : La Reine Margot de Patrice Chéreau : un protestant
- 1997 : Un air si pur... d'Yves Angelo : Simon
- 2001 : Le Pacte des loups de Christophe Gans : Maxime Des Forêts
- 2003 : Bon Voyage de Jean-Paul Rappeneau : Thierry Arpel
- 2004 : Ils se marièrent et eurent beaucoup d'enfants d'Yvan Attal : le spectateur mécontent
- 2005 : Gentille de Sophie Fillières : le type de la cafétéria
- 2007 : Dialogue avec mon jardinier de Jean Becker : Jean-Étienne
- 2007 : Molière de Laurent Tirard : Philippe d'Orléans, frère de Louis XIV
- 2008 : Largo Winch de Jérôme Salle : le majordome Gauthier
- 2009 : Coco Chanel et Igor Stravinsky de Jan Kounen : Ernest Beaux
- 2010 : Imogène McCarthery d'Alexandre Charlot et Franck Magnier : Andrew Lindsay
- 2011 : Largo Winch 2 de Jérôme Salle : le majordome Gauthier
- 2011 : La Croisière de Pascale Pouzadoux : l'aumônier
- 2013 : Boule et Bill d'Alexandre Charlot : le voisin du dessous
- 2013 : Marius de Daniel Auteuil : M. Brun
- 2013 : Fanny de Daniel Auteuil : M. Brun
- 2016 : Les Visiteurs : La Révolution de Jean-Marie Poiré : Maximilien de Robespierre
- 2016 : Les Têtes de l'emploi d'Alexandre Charlot et Franck Magnier : Lamine
- 2017 : M de Sara Forestier : le professeur de français
- 2017 : Le Brio de Yvan Attal : le président de l'université
- 2018 : Mme Mills, une voisine si parfaite de Sophie Marceau : Edouard
- 2019 : La Vérité si je mens ! Les débuts de Michel Munz et Gérard Bitton : le père de Léon de Saint-Simon
- 2019 : Je voudrais que quelqu'un m'attende quelque part d'Arnaud Viard : Oscar Valois
- 2019 : Docteur ? de Tristan Séguéla : Charles Schneider
- 2020 : De Gaulle de Gabriel Le Bomin : Paul Baudoin
- 2021 : On est fait pour s'entendre de Pascal Elbé : l'otorhinolaryngologue
- 2023 : Les Trois Mousquetaires : D'Artagnan de Martin Bourboulon : le juge Athos
- 2023 : Sous le tapis de Camille Japy : Monsieur Philippe
- 2024 : Une affaire de principe d'Antoine Raimbault : Dany
- 2024 : Le Choix du pianiste de Jacques Otmezguine : l'avocat

### Télévision
- 1990 : Clérambard, de Marcel Bluwal : Vicomte Octave de Clérambard
- 1991 : C'est quoi, ce petit boulot ?, de Michel Berny, Gian Luigi Polidoro : Yann
- 1995 : Comment épouser un héritage ?, de Patrice Ambard : Charly
- 1996 : Mon père avait raison de Roger Vadim : Charles et Maurice, à 30 ans
- 1998 : Les Moissons de l'océan, de François Luciani : Lionel Levasseur
- 1999 : Le Destin des Steenfort, de Jean-Daniel Verhaeghe : Léopold Garcin
- 2000 : Les Faux-fuyants, de Pierre Boutron : Bruno Delor
- 2000 : Le Coup du lapin, de Didier Grousset : Édouard
- 2000 : Le juge est une femme, Cadeau d'entreprise, de Pierre Boutron : François d'Upsen
- 2001 : Madame de..., de Jean-Daniel Verhaeghe : Charles
- 2001 : L'Algérie des chimères, de François Luciani : Fleury
- 2001 : Navarro : Jean-Patrick (saison 13, épisode 5 Graine de Macadam, de José Pinheiro )
- 2002 : Sami, le pion, de Patrice Martineau : François
- 2002 : La Bataille d'Hernani, de Jean-Daniel Verhaeghe : Fabre
- 2003 : Les Thibault, de Jean-Daniel Verhaeghe : Meynestrel
- 2003 : Satan refuse du monde, de Jacques Renard : Laurent Maubrel
- 2005 : Désiré Landru, de Pierre Boutron - le juge d'instruction
- 2005 : La Légende vraie de la tour Eiffel, de Simon Brook : Barbier
- 2006 : Le Grand Charles, de Bernard Stora : Baudouin
- 2006 : Diane, femme flic,  (saison 1, épisode 8 Par conviction, de Jean-Marc Seban)
- 2007 : L'Avare, de Christian de Chalonge : La Flèche
- 2007 : Le Clan Pasquier, de Jean-Daniel Verhaeghe : Valdo
- 2008 : Elles et moi, de Bernard Stora : Henri de Montellier
- 2008 : Sœur Thérèse.com, Thérèse et le voyant, de Vincenzo Marano : Rémi Couty, le voyant
- 2008 : John Adams : Chevalier de la Luzerna (épisode Don't Tread on Me, de Tom Hooper)
- 2008 : La Reine et le Cardinal, de Marc Rivière : Cardinal de Retz
- 2009 : La Belle Vie, de Virginie Wagon : Gus
- 2010 : George et Fanchette, de Jean-Daniel Verhaeghe : Eugène Delacroix
- 2010 : Profilage, (saison 2 épisode 3)
- 2011 : Jeanne Devère, de Marcel Bluwal : Claude Roy
- 2011 : Le Sang de la vigne (épisode Le Dernier Coup de Jarnac)
- 2013 : Une femme dans la Révolution, de Jean-Daniel Verhaeghe : Jacques-Louis David
- 2014 : Les Petits Meurtres d'Agatha Christie, (épisode Le Crime ne paie pas, de Marc Angelo)
- 2015 : Nicolas Le Floch : Le Noyé du Grand canal de Philippe Bérenger : Baldo
- 2020 : Capitaine Marleau : Nicolas Ferrand (épisode Deux vies de Josée Dayan)
- 2022 : L'Amour (presque) parfait de Pascale Pouzadoux : Victor
- 2023 : Capitaine Marleau : Juge Gauthier (épisode Grand Hôtel de Josée Dayan)
- 2023 : Tapie de Tristan Séguéla
- 2023 : Alex Hugo de Thierry Petit : Gilles Dantremont (saison 10 épisode 1 : La Vallée des Vautours)
- 2024 : La Fièvre de Ziad Doueiri : Benoît de Gamey
- 2025 : Soleil noir : Me Jacques Bonnand (mini-série Netflix)

## Radio
- 2016 : sociétaire des Grosses Têtes, sur RTL

## Distinctions

### Récompenses
- Molières 1998 : Molière de la révélation théâtrale pour Château en Suède
- Rencontres internationales de télévision de Reims 1998 : Prix d'interprétation masculine pour Les Moissons de l'océan

### Nominations
- Molières 1987 : Molière de la révélation théâtrale pour Clérambard
- Molières 2009 : Molière du comédien dans un second rôle pour Elle t'attend de Florian Zeller